# Bulgariska köket

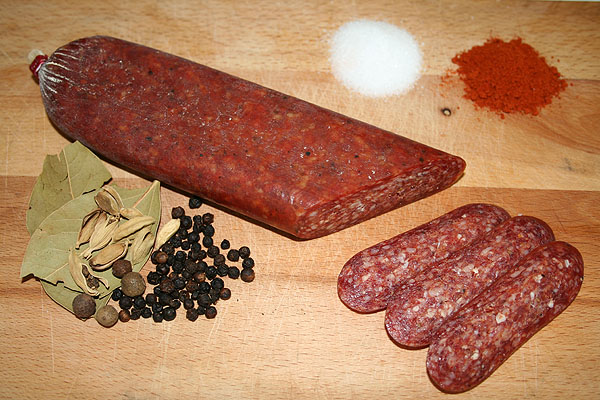
Lukanka.

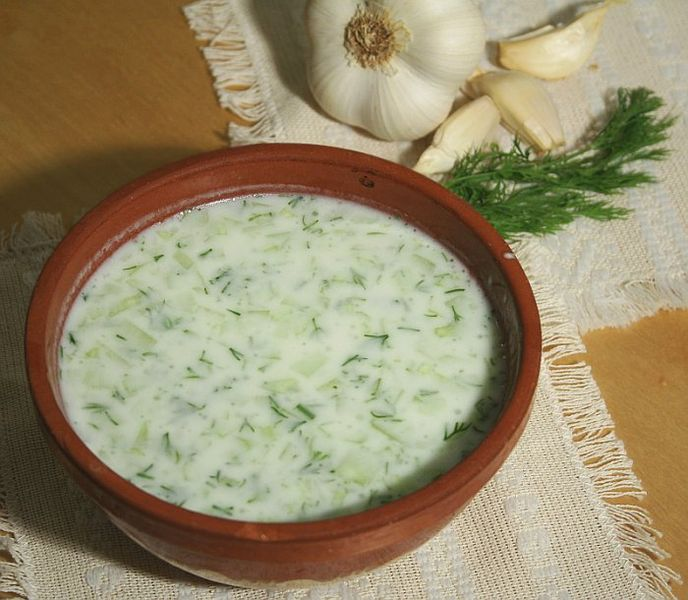
Tarator.

Bulgarien har en mat och dryckeskultur som är påverkad av Balkan och slavisk kultur, men som är distinkt. Traditionell alkohol är vin jämte destillerat såsom rakia, mastika och menta.

## Mat
Bulgarien har många olika sorters maträtter. En vanlig förrätt är tarator (kall yoghurtsoppa.). En nationell delikatess är sjcumbe chorba (soppa på komage). Andra vanliga tilltugg är torkat kött som heter lukanka och sudjuk. Typiska traditionella bulgariska varmrätter är bland annat kebabtje (avlånga köttbullar) och kjufte (pannbiffar).  Vida uppskattad är också den mycket smakrika bulgariska fårosten. Vanliga efterrätter är halva, garash (bakverk), tulumbichki - friterad deg, baklava, kozunak - sött bröd med frukt, choklad, sylt eller lokum, kompot - en dryck på torkad frukt och mekitsa- friterat bröd med yoghurt. Också banica (filodeg med en blandning av ägg och bulgarisk ost).

## Dryck
Vin produceras lokalt i Bulgarien, jämte öl och destillerade sorter. Ayran är en salt yoghurtdryck som även finns på Balkan och Turkiet. 
Boza är en jäst vete eller hirsdryck som ibland förekommer i frukosten, "banitsa med boza." Den sägs förstora kvinnors bröst. Vanligen måttlig alkoholhalt - kring 1-2 %.